# スター・ウォーズシリーズ
「スター・ウォーズ」（Star Wars）は、ジョージ・ルーカスが製作し、1977年に公開された同名の映画から始まるアメリカのスペースオペラシリーズである。アニメーション、小説、コミック、ゲームなど複数の媒体で展開されている。
後に『エピソード4/新たなる希望』と改題されるオリジナルの映画『スター・ウォーズ』（1977年）を皮切りに、『エピソード5/帝国の逆襲』（1980年）、『エピソード6/ジェダイの帰還』（1983年）の旧三部作が製作された。その後、『エピソード1 /ファントム・メナス』（1999年）、『エピソード2 /クローンの攻撃』（2002年）、『エピソード3 /シスの復讐』（2005年）の新三部作が製作され、シリーズは一度幕を閉じた。2012年、ルーカスは製作会社のルーカスフィルムをウォルト・ディズニー・カンパニーに売却し、フランチャイズの所有権を放棄した。その後『エピソード7/フォースの覚醒』（2015年）、『エピソード8/最後のジェダイ』（2017年）、『エピソード9/スカイウォーカーの夜明け』（2019年）の続三部作が製作された。これらの9作品は「スカイウォーカー・サーガ」としてシリーズの柱となっている。
実写スピンオフ映画『ローグ・ワン』（2016年）と『ハン・ソロ』（2018年）を合わせて映画の合計興行収入は100億米ドル以上に相当し、現在、歴代映画フランチャイズの中で2番目に高い興行収入を記録している。

## 世界設定
『スター・ウォーズ』シリーズは、「遠い昔、遥か彼方の銀河系で」の登場人物たちの冒険を描いている。そこでは、人間と多くの種の異星人（多くの場合はヒューマノイド）が、日常生活を支援してくれるロボットや「ドロイド」と共存しており、光速の超空間技術によって惑星間の宇宙旅行が一般的に行われている。宇宙船には、小型のスターファイターからスター・デストロイヤーのような巨大な宇宙戦艦、月面サイズのデス・スターのような宇宙ステーションまで様々なものがある。通信には、双方向のオーディオやオーディオ・ビジュアル・スクリーン、ホログラフィック・プロジェクションなどがある。
フォースと呼ばれる神秘的な力は、原作では「すべての生物が作り出すエネルギーフィールド......（それは、）銀河を束ねる」と説明されている。「フォースが強い」者は、訓練や瞑想によって、さまざまな超能力（念力、予知能力、テレパシー、物理的エネルギーの操作など）を発揮することができる。 ジェダイは銀河共和国の平和維持者であり、無執着と仲裁によってフォースのライト・サイドを行使し、シスは恐怖と攻撃性を操ることで闇ダーク・サイドを行使するという、互いに対立する2つの主要な騎士団によってフォースが行使されている。ジェダイの騎士は数が多いが、シスの暗黒卿（または「ダース」）は、マスターとその弟子の2人に限定されることになっている。
フォースの使い手は、平均的な人口に比べて数が非常に限られている。ジェダイとシスは、ライトセーバーと呼ばれる武器を好んで使用する。ライトセーバーは、ほぼすべての表面を切り裂き、エネルギーボルトを逸らすことができるエネルギーの刃である。それ以外の人々や、反逆者や兵士は、レーザーを使ったブラスター銃器を使用する。銀河系外縁部では、ハットのカルテルのような犯罪シンジケートが支配的である。賞金稼ぎはギャングと政府の両方に雇われることが多い。密輸や奴隷制などの違法行為も行われている。

## 映画
| タイトル                                            | 公開日                                                                    | 監督                             | 脚本                                                                                             | 原案                                                                                             | 製作                                                               | 製作総指揮                                                                          |
| 旧3部作/オリジナル・トリロジー                      | 旧3部作/オリジナル・トリロジー                                            | 旧3部作/オリジナル・トリロジー   | 旧3部作/オリジナル・トリロジー                                                                   | 旧3部作/オリジナル・トリロジー                                                                   | 旧3部作/オリジナル・トリロジー                                     | 旧3部作/オリジナル・トリロジー                                                      |
| --------------------------------------------------- | ------------------------------------------------------------------------- | -------------------------------- | ------------------------------------------------------------------------------------------------ | ------------------------------------------------------------------------------------------------ | ------------------------------------------------------------------ | ----------------------------------------------------------------------------------- |
| エピソード4/新たなる希望                            | オリジナル 1977年5月25日 1978年6月24日 特別篇 1997年1月31日 1997年5月31日 | ジョージ・ルーカス               | ジョージ・ルーカス                                                                               | ジョージ・ルーカス                                                                               | ゲイリー・カーツ リック・マッカラム（特別篇）                      | ジョージ・ルーカス（特別篇）                                                        |
| エピソード5/帝国の逆襲                              | オリジナル 1980年5月21日 1980年6月28日 特別篇 1997年2月21日 1997年7月5日  | アーヴィン・カーシュナー         | リイ・ブラケット ローレンス・カスダン                                                            | ジョージ・ルーカス                                                                               | ゲイリー・カーツ リック・マッカラム（特別篇）                      | ジョージ・ルーカス（特別篇）                                                        |
| エピソード6/ジェダイの帰還                          | オリジナル 1983年5月25日 1983年7月2日 特別篇 1997年3月14日 1997年7月26日  | リチャード・マーカンド           | ローレンス・カスダン ジョージ・ルーカス                                                          | ジョージ・ルーカス                                                                               | ハワード・カザンジャン リック・マッカラム（特別篇）                | ジョージ・ルーカス（特別篇）                                                        |
| 新3部作/プリクエル・トリロジー                      |                                                                           |                                  |                                                                                                  |                                                                                                  |                                                                    |                                                                                     |
| エピソード1/ファントム・メナス                      | 1999年5月19日 1999年7月10日                                               | ジョージ・ルーカス               | ジョージ・ルーカス                                                                               | ジョージ・ルーカス                                                                               | リック・マッカラム                                                 | ジョージ・ルーカス                                                                  |
| エピソード2/クローンの攻撃                          | 2002年5月22日 2002年7月13日                                               | ジョージ・ルーカス               | ジョージ・ルーカス ジョナサン・ヘイルズ                                                          | ジョージ・ルーカス                                                                               | リック・マッカラム                                                 | ジョージ・ルーカス                                                                  |
| エピソード3/シスの復讐                              | 2005年5月19日 2005年7月9日                                                | ジョージ・ルーカス               | ジョージ・ルーカス                                                                               | ジョージ・ルーカス                                                                               | リック・マッカラム                                                 | ジョージ・ルーカス                                                                  |
| 続3部作/シークエル・トリロジー                      |                                                                           |                                  |                                                                                                  |                                                                                                  |                                                                    |                                                                                     |
| エピソード7/フォースの覚醒                          | 2015年12月18日                                                            | J・J・エイブラムス               | J・J・エイブラムス ローレンス・カスダン マイケル・アーント                                       | J・J・エイブラムス ローレンス・カスダン マイケル・アーント                                       | J・J・エイブラムス キャスリーン・ケネディ ブライアン・バーク       | トミー・ハーパー ジェイソン・マクガトリン                                           |
| エピソード8/最後のジェダイ                          | 2017年12月15日                                                            | ライアン・ジョンソン             | ライアン・ジョンソン                                                                             | ライアン・ジョンソン                                                                             | キャスリーン・ケネディ ラム・バーグマン                            | J・J・エイブラムス ジェイソン・マクガトリン トム・カルノースキー                    |
| エピソード9/スカイウォーカーの夜明け                | 2019年12月20日                                                            | J・J・エイブラムス               | J・J・エイブラムス クリス・テリオ                                                                | デレク・コノリー コリン・トレヴォロウ J・J・エイブラムス クリス・テリオ                          | キャスリーン・ケネディ ラム・バーグマン                            | J・J・エイブラムス ジェイソン・マクガトリン トム・カルノースキー                    |
| Star Wars: New Jedi Order                           | TBA                                                                       | シャルミーン・オベイド＝チナーイ | ジョージ・ノルフィ                                                                               | TBA                                                                                              | TBA                                                                | TBA                                                                                 |
| アンソロジー映画                                    |                                                                           |                                  |                                                                                                  |                                                                                                  |                                                                    |                                                                                     |
| ローグ・ワン/スター・ウォーズ・ストーリー           | 2016年12月16日                                                            | ギャレス・エドワーズ             | クリス・ワイツ トニー・ギルロイ                                                                  | ジョン・ノール ゲイリー ウィッタ                                                                 | キャサリーン・ケネディ アリソン・シェアマー サイモン・エマニュエル | サイモン・エマニュエル ジョン・ノール ジェイソン・マクガトリン アリソン・シェアマー |
| ハン・ソロ/スター・ウォーズ・ストーリー             | 2018年5月25日 2018年6月29日                                               | ロン・ハワード                   | ジョナサン・カスダン ローレンス・カスダン ジェイソン・マクガトリン フィル・ロード&クリス・ミラー | ジョナサン・カスダン ローレンス・カスダン ジェイソン・マクガトリン フィル・ロード&クリス・ミラー | キャサリーン・ケネディ アリソン・シェアマー サイモン・エマニュエル | ローレンス・カスダン ジェイソン・マクガトリン フィル・ロード&クリス・ミラー         |
| スター・ウォーズ/マンダロリアン・アンド・グローグー | 2026年5月22日                                                             | ジョン・ファヴロー               | TBA                                                                                              | TBA                                                                                              | デイブ・フィローニ                                                 | TBA                                                                                 |
| Rogue Squadron                                      | TBA                                                                       | パティ・ジェンキンス             | TBA                                                                                              | TBA                                                                                              | キャサリーン・ケネディ                                             | TBA                                                                                 |
| Star Wars: Dawn Of The Jedi                         | TBA                                                                       | ジェームズ・マンゴールド         | ジェームズ・マンゴールド ボー・ウィリモン                                                        | TBA                                                                                              | TBA                                                                | TBA                                                                                 |

映画『スター・ウォーズ』シリーズは、「スカイウォーカー・サーガ（Skywalker saga）」と総称される3組の3部作が中心となっている。 これらは非時系列的に製作されており、エピソード4～6（旧3部作）は1977年から1983年の間に、エピソード1～3（新3部作）は1999年から2005年の間に、エピソード7～9（続3部作）は2015年から2019年の間に公開されている。それぞれの3部作は、フォースに敏感なスカイウォーカー家の一世代に焦点を当てている。旧3部作はルーク・スカイウォーカーの英雄的な成長を描き、新3部作は父アナキンのバックストーリーを、続3部作はルークの甥であるカイロ・レンを主役にしている。原作者のジョージ・ルーカスは後に、「新3部作を父の物語、旧3部作を息子の物語、続3部作を娘・孫の物語とし、続3部作ではルークによるジェダイの再建とレイアによる新共和国の創設を描こうと計画していた」と明かしている。
メインエピソードの間に設定された「アンソロジー・シリーズ」は、続3部作の制作と並行して開発に入り、ディズニーのCFOであるジェイ・ラズロは、オリジン・ストーリーと表現している。最初の作品である『ローグ・ワン』（2016年）は、エピソード4の直前にデス・スターの設計図を盗んだ反乱軍の物語である。『ハン・ソロ』（2018年）は、同名のキャラクターのバックストーリーに焦点を当て、旧3部作の共同主人公であるチューバッカとランド・カルリジアンも登場し、新3部作の悪役であるダース・モールも関わっている。
ルーカスフィルムは、スター・ウォーズの映画を数多く開発しており、そのうちの2本が、2020年のディズニー・インベスター・デイで確認された。1つ目は、パティ・ジェンキンスが監督を務める『Rogue Squadron』というタイトルの映画で、2023年12月25日に公開予定である。 2つ目は、2020年5月にクリスティ・ウィルソン＝ケアンズと共同執筆していたスター・ウォーズ映画の監督を務めることが発表されたタイカ・ワイティティによる未発表の映画である。さらに、『最後のジェダイ』の脚本・監督のライアン・ジョンソンによって、スカイウォーカー・サーガから独立した3部作が執筆されている。2019年9月には、キャスリーン・ケネディとマーベル・スタジオ社長のケヴィン・ファイギが共同でスター・ウォーズ映画を開発することが発表された。2020年2月には、監督のJ・D・ディラードと脚本家のマット・オーウェンズによる映画が開発中であることが発表された。
2018年2月には、『ゲーム・オブ・スローンズ』のショーランナーを務めたデイヴィッド・ベニオフとD・B・ワイスが脚本、製作を担当するスター・ウォーズ映画の開発が発表されるも、ベニオフとワイスの多忙を理由に2019年10月には立ち消えとなった。また、製作が予定されたオビ=ワン・ケノービとボバ・フェットのスピンオフ映画は、2018年6月に『ハン・ソロ』の興行不振の影響で保留となり、ボバ・フェットの映画は2018年10月に製作中止となり、オビ＝ワン・ケノービのスピンオフはドラマシリーズとして製作されることが、2019年8月に発表された。

### スカイウォーカー・サーガ

#### 旧三部作/オリジナル・トリロジー
ルーク・スカイウォーカーを主人公とするシリーズで、1977年から1983年にかけて公開された。スピンオフを含むスター・ウォーズ全作品の大元となる作品群である。第1作『スター・ウォーズ』（1977年）は大衆文化に大きな影響をもたらし、続編『帝国の逆襲』（1980年）、『ジェダイの復讐』（1983年）も世界的にヒットした。
1971年、ユニバーサル映画はルーカスが監督を務める2作品について契約を結んだ。最初に製作された『アメリカン・グラフィティ』は成功を収め、ルーカスはアカデミー賞にノミネートされた。数か月後、ルーカスは2作目の草案を提出したがユニバーサルは草案を拒否したため、20世紀フォックスと契約を結んだ。1974年までにルーカスは草案を下敷きにして脚本を書き上げ（この時点でシス、デス・スター、アナキン・スターキラー（アナキン・スカイウォーカー）などの要素が加えられた）、物語が全9部作になると主張して20世紀フォックスと交渉し、監督として5万ドル、脚本家として5万ドル、プロデュース費用として5万ドルを受け取った。製作を確実なものとしたルーカスは、監督としての報酬を抑える代わりに、マーチャンダイジングの権利は全てルーカスフィルムが持つと認めさせ（トム・ポロックは、「交渉において、我々は20世紀フォックスのビル・ラーマンとの間で契約を立案しました。我々はジョージが権利を所有することで合意しました」と述べている）、自らの管理でキャラクターやメカのグッズを製造・発売し、巨額の富を得た。この利益を基に、後の新三部作（プリクエル・トリロジー）はルーカスフィルムの自己資金で製作されている。
映画が時系列では4番目にあたる『新たなる希望』から制作されたのは、まず1作目が商業的に成果を収めねばシリーズ化が望めず、その意味で一番「冒険活劇」としての完成度が高かった『新たなる希望』を最初に世に出すことが得策だと判断されたためである。また新三部作の時代は、全銀河の首都である大都市惑星コルサントの描写や、銀河共和国と独立星系連合の間で勃発した大規模戦争であるクローン戦争の描写が必須にもかかわらず、当時の映像技術と予算では映画化が不可能だったのも理由にある。
| 公開年 | タイトル                                                      | 監督                     |
| ------ | ------------------------------------------------------------- | ------------------------ |
| 1977年 | スター・ウォーズ（エピソード4/新たなる希望）                  | ジョージ・ルーカス       |
| 1980年 | スター・ウォーズ/帝国の逆襲（エピソード5/帝国の逆襲）         | アーヴィン・カーシュナー |
| 1983年 | スター・ウォーズ/ジェダイの復讐（エピソード6/ジェダイの帰還） | リチャード・マーカンド   |

##### 特別篇
1997年、新三部作（プリクエル・トリロジー）の公開に先駆けて『スター・ウォーズ』『帝国の逆襲』『ジェダイの復讐』の特別篇が順次公開された。ルーカスの製作意図に一層近づいた形にするべく、フィルムの物理的な洗浄や素材フィルムまで戻った光学合成シーンのデジタル合成によるやり直し、再撮影及びCGによる新規シーンの追加等が行われた。音響効果もバラつきが統合され、サウンドトラック全体もヒスノイズ低減処理を経て再編集された。一方で、行われた変更の中にはいわゆる「ハンが先に撃った」など、旧来のファンの間で論争を引き起こしたものもある。
その後2004年にDVD、2011年にBlu-ray Discと新規の映像ソフトが発売されるたび、新三部作との整合化など、この特別篇にさらに修正が加えられていった。現在はテレビオンエアもこちらのバージョンが標準になっており、初公開時のオリジナル版を鑑賞することは困難となっている（ただし、2006年にDVDが発売された際に、初公開時のオリジナル版が特典として同梱されている）。

#### 新三部作/プリクエル・トリロジー
アナキン・スカイウォーカーを主人公とするシリーズで、1999年から2005年にかけて公開された。旧三部作の前日譚に当たる。
1987年、ルーカスはマーシア・ルーカスとの離婚和解で財産を失い映画製作の意欲をなくし、『ジェダイの帰還』以降の続編計画は中断してしまう。しかし、1990年代の映像技術の進歩に触発され、シリーズの再開を考えるようになった。この間、スター・ウォーズはティモシイ・ザーンの『スローン三部作』やダークホースコミックスの『ダークエンパイア』などのスピンオフ作品によって人気を回復した。スター・ウォーズ人気が衰えていないことを知ったルーカスは、再び監督として製作に復帰する。1999年に『ファントム・メナス』が公開され、2002年に『クローンの攻撃』、2005年に『シスの復讐』が公開された。
旧三部作と比較すると遥かに発達した特撮・CG技術や派手なカメラワークが目立ち、シリーズの見所の一つであるライトセーバーの殺陣も非常にアクロバティック化した。ルーカスは新たな映像信号規格・HD24Pの導入によるデジタルシネマの推進に意欲的に取り組み、『エピソード2/クローンの攻撃』において長編映画では史上初めて完全デジタル撮影を行った。その後、映画界では撮影機材のデジタル化が急速化し、映画の歴史に一つの転換期をもたらすことになった。
ルーカスは長年スター・ウォーズシリーズのために作成した資料の量を誇張しており（その理由をマイケル・カミンスキーは宣伝と情報保安を目的にしていると述べている）、「ルーカスが『ジェダイの帰還』の後に続く物語を企画している」という憶測が生まれた。しかしルーカスは『シスの復讐』以降の作品は製作しないと明言し、「私はよく"『ジェダイの帰還』の後に何が起きるんですか?"と聞かれますが、それに対する答えを持っていません。映画はアナキンとルークの物語であり、ルークは銀河を救い父を取り戻して物語は終結しています」と語ったことにより、スター・ウォーズシリーズは全九部作の予定を全六部作と修正して一旦の完結を迎えた。
| 公開年 | タイトル                                        | 監督               |
| ------ | ----------------------------------------------- | ------------------ |
| 1999年 | スター・ウォーズ エピソード1/ファントム・メナス | ジョージ・ルーカス |
| 2002年 | スター・ウォーズ エピソード2/クローンの攻撃     | ジョージ・ルーカス |
| 2005年 | スター・ウォーズ エピソード3/シスの復讐         | ジョージ・ルーカス |

#### 続三部作/シークエル・トリロジー
レイを主人公とするシリーズで、2015年から2019年にかけて公開された。旧三部作の後日譚に当たり、世界歴代興行成績の上位を塗り替えるヒットを記録している。
オリジナル映画の公開に先立ち、その成功によって可能となったルーカスの計画は「9本の映画からなる3つの三部作」であり、1978年にTime誌にこのことを発表し、1981年にはその概要を確認している。開発の様々な段階で、続3部作は共和国の再建、旧三部作のオビ＝ワンのような役割でのルークの復帰、ルークの妹（レイアとはまだ決まっていない）、ハン、レイア、R2-D2とC-3POに焦点を当てる予定だった。しかし、新三部作の制作を始めた後、ルーカスは『スター・ウォーズ』は6部作であることを意味し、続三部作は存在しないと主張した。
2011年に入り、ルーカスは『スター・ウォーズ』の新しい映画作品について仕事を始めた。2012年にウォルト・ディズニー・カンパニーがルーカスフィルムを買収してスター・ウォーズシリーズの著作権を取得、配給会社も20世紀フォックスからウォルト・ディズニー・スタジオ・モーション・ピクチャーズに変更され、新体制での再スタートとなった。2015年に『フォースの覚醒』、2017年に『最後のジェダイ』、2019年に『スカイウォーカーの夜明け』が公開され、本来想定されていた九作で完結した。
買収後のルーカスフィルム社長にはキャスリーン・ケネディが就任。作品自体は引き続きルーカスフィルムが製作するが、ルーカス本人は今までのように製作総指揮は行わず、製作現場から退き「クリエイティブ顧問」という特別な役職に就任した。マーク・ハミルはディズニーの制作について、「ルーカスの構想していたのとは大きく異なるものだ」と言及した。また、20世紀フォックスが永久的配給権・販売権を所有する『エピソード4』を除いて、オリジナル＆プリクエル・トリロジーの同権利も2020年5月にディズニー/ルーカスフィルムに移行する予定になっていた。2013年に親会社（ニューズ・コープ）の分社化により21世紀フォックスが設立され、20世紀フォックスは傘下となり、その後2017年12月14日にウォルト・ディズニー・カンパニーは21世紀フォックスのエンターテインメント部門を総額661億ドル（7兆4000億円）で買収することに最終合意したと発表。これにより『スター・ウォーズ』全ての権利を完全にディズニー/ルーカスフィルムが有することとなった。
| 公開年 | タイトル                                                 | 監督                 |
| ------ | -------------------------------------------------------- | -------------------- |
| 2015年 | スター・ウォーズ/フォースの覚醒（エピソード7）           | J・J・エイブラムス   |
| 2017年 | スター・ウォーズ/最後のジェダイ（エピソード8）           | ライアン・ジョンソン |
| 2019年 | スター・ウォーズ/スカイウォーカーの夜明け（エピソード9） | J・J・エイブラムス   |

#### デジタル3D版
2010年に本シリーズの『エピソード1〜6』のデジタル3D化が発表された。そのためのデジタル3D変換技術の開発がイン・スリー社において行われたが、これは人物や背景などのシーン中の全対象物の3次元形状を3DCGモデルで再現し、そこに元映像をマッピングして3Dレンダリングするという非常に手間のかかるものでコストの問題が解決出来ずキャンセルされ、ルーカスとILMの監修の下プライム・フォーカス社においてデジタル3D変換が行われることになった。
2012年には『エピソード1/ファントム・メナス』のデジタル3D版が公開され、以後『エピソード2〜6』のデジタル3D版がエピソード順に公開される予定だったが、同年10月にウォルト・ディズニー・カンパニーがルーカスフィルムを買収し、続三部作（シークエル・トリロジー）の製作を決定したためそちらに尽力することとなり、デジタル3D版の公開は事実上の凍結状態となっている。この影響で日本でも『エピソード1/ファントム・メナス』のデジタル3D版公開終了後に3D版Blu-ray Discの発売が予定されていたが中止となった。全世界の映画館での興行公開は現在も行われていないものの、『エピソード2/クローンの攻撃』のデジタル3D版は2013年7月26日から7月28日にドイツのメッセ・エッセンで開催された「スター・ウォーズ セレブレーション ヨーロッパⅡ」にてイベント上映され、『エピソード3/シスの復讐』のデジタル3D版は2015年4月16日から4月19日にアメリカのカリフォルニア州アナハイムで開催された「スター･ウォーズ セレブレーションアナハイム」にてイベント上映されている。

### アンソロジー・シリーズ
実写映画本編を補完する実写映画シリーズ。2013年、ルーカスフィルムがスター・ウォーズのメインストーリーとは別の劇場映画をいくつか製作すると報じられ、2015年4月にアメリカのカリフォルニア州アナハイムで開催された本シリーズのオフィシャルファンイベント「スター・ウォーズ セレブレーションアナハイム」で、これらの実写映画スピンオフ作品群は「アンソロジー・シリーズ」のレーベル名の下で公開されることが明らかにされた（ただし、アンソロジーという言葉はどのタイトルにも使われておらず、代わりに宣伝用の「スター・ウォーズ・ストーリー（A Star Wars Story）」というサブタイトルが付けられている）。アンソロジー映画の一作目は、『ローグ・ワン/スター・ウォーズ・ストーリー』2016年12月に公開され、『エピソード4/新たなる希望』で紹介された帝国軍からデススターの設計図を入手した反乱軍に焦点を当て、評価でも、興行的にも成功を収めた。二作目の『ハン・ソロ/スター・ウォーズ・ストーリー』は、2018年5月に公開され、若き日のハン・ソロを中心に、チューバッカやランドが脇役として登場した。評価はおおむね好評だったが、興行成績は振るわず、計画されていたオビ=ワン・ケノービとボバ・フェットのスピンオフ映画に影響を及ぼした。
| 公開年 | 作品名                                              | 監督                     |
| ------ | --------------------------------------------------- | ------------------------ |
| 2016年 | ローグ・ワン/スター・ウォーズ・ストーリー           | ギャレス・エドワーズ     |
| 2018年 | ハン・ソロ/スター・ウォーズ・ストーリー             | ロン・ハワード           |
| 2026年 | スター・ウォーズ/マンダロリアン・アンド・グローグー | ジョン・ファヴロー       |
| TBA    | Rogue Squadron                                      | パティ・ジェンキンス     |
| TBA    | Star Wars: Dawn Of The Jedi                         | ジェームズ・マンゴールド |

## テレビシリーズ
ルーカスフィルム・アニメーションが制作している主要なアニメーション作品では、『エピソード2/クローンの攻撃』から『エピソード3/シスの復讐』冒頭の戦いまでをシームレスに繋ぐ2Dアニメのテレビシリーズ『スター・ウォーズ クローン大戦』や、同じく『エピソード2/クローンの攻撃』と『エピソード3』の間の時代を舞台にクローン大戦における戦いの一端を描いた3DCGアニメ映画『スター・ウォーズ/クローン・ウォーズ』、そしてその続編となるクローン大戦の様々な戦場を描く3DCGアニメのテレビシリーズ『スター・ウォーズ/クローン・ウォーズ』が発表されている。
また、ウォルト・ディズニー・カンパニーによるルーカスフィルム買収後も、『エピソード3/シスの復讐』と『エピソード4/新たなる希望』の間の時代の、反乱同盟軍が結成されるまでの物語を描いた3DCGアニメのテレビシリーズ『スター・ウォーズ 反乱者たち』が発表されている。

### 3Dアニメーション
| タイトル                                           | シーズン | 話数 | 公開年          | 監督                 |
| -------------------------------------------------- | -------- | ---- | --------------- | -------------------- |
| スター・ウォーズ/クローン・ウォーズ (テレビアニメ) | 映画     | 映画 | 2008年          | デイブ・フィローニ   |
| スター・ウォーズ/クローン・ウォーズ (テレビアニメ) | 1        | 22   | 2008年 - 2009年 | デイブ・フィローニ   |
| スター・ウォーズ/クローン・ウォーズ (テレビアニメ) | 2        | 22   | 2009年 - 2010年 | デイブ・フィローニ   |
| スター・ウォーズ/クローン・ウォーズ (テレビアニメ) | 3        | 22   | 2010年 - 2011年 | デイブ・フィローニ   |
| スター・ウォーズ/クローン・ウォーズ (テレビアニメ) | 4        | 22   | 2011年 - 2012年 | デイブ・フィローニ   |
| スター・ウォーズ/クローン・ウォーズ (テレビアニメ) | 5        | 20   | 2012年 - 2013年 | デイブ・フィローニ   |
| スター・ウォーズ/クローン・ウォーズ (テレビアニメ) | 6        | 13   | 2014年 - 2014年 | デイブ・フィローニ   |
| スター・ウォーズ/クローン・ウォーズ (テレビアニメ) | 7        | 12   | 2020年 - 2020年 | デイブ・フィローニ   |
| スター・ウォーズ 反乱者たち                        | ショート | 4    | 2014年          | デイブ・フィローニ   |
| スター・ウォーズ 反乱者たち                        | 1        | 15   | 2014年 - 2015年 | デイブ・フィローニ   |
| スター・ウォーズ 反乱者たち                        | 2        | 22   | 2015年 - 2016年 | デイブ・フィローニ   |
| スター・ウォーズ 反乱者たち                        | 3        | 22   | 2017年 - 2018年 | ジャスティン・リッジ |
| スター・ウォーズ 反乱者たち                        | 4        | 16   | 2019年 - 2020年 | デイブ・フィローニ   |
| スター・ウォーズ レジスタンス                      | ショート | 12   | 2018年          | ジャスティン・リッジ |
| スター・ウォーズ レジスタンス                      | 1        | 21   | 2018年 - 2019年 | ジャスティン・リッジ |
| スター・ウォーズ レジスタンス                      | 2        | 19   | 2019年 - 2020年 | ジャスティン・リッジ |
| スター・ウォーズ: バッド・バッチ                   | 1        | 16   | 2021年          | ブラッド・ラウ       |
| スター・ウォーズ: バッド・バッチ                   | 2        | 16   | 2023年          | ブラッド・ラウ       |
| スター・ウォーズ: バッド・バッチ                   | 3        | 15   | 2024年          | ブラッド・ラウ       |
| スター・ウォーズ: テイルズ・オブ・ジェダイ         | 1        | 6    | 2022年          | デイブ・フィローニ   |
| スター・ウォーズ: ビジョンズ                       | 1        | 9    | 2021年          | Individually         |
| スター・ウォーズ: ビジョンズ                       | 2        | 9    | 2023年          | Individually         |
| スター・ウォーズ: ビジョンズ                       | 3        | 9    | 2025年          | Individually         |
| スター・ウォーズ:ヤング・ジェダイ・アドベンチャー  | 1        | 30   | 2023年 -        | エリオット・パー     |
| 九人目のジェダイ                                   | 1        | TBA  | 2026年          | 神山健治             |

### 2Dアニメーション
| タイトル                                          | シーズン      | 話数          | 公開年          | 監督                                            |
| ------------------------------------------------- | ------------- | ------------- | --------------- | ----------------------------------------------- |
| スター・ウォーズ ドロイドの大冒険                 | 1             | 13            | 1985年          | ケン・スティーブンソン レイモンド・ヤフェリチェ |
| スター・ウォーズ ドロイドの大冒険                 | TV スペシャル | TV スペシャル | 1986年6月7日    | クライヴ・A・スミス                             |
| イウォーク物語                                    | 1             | 13            | 1985年          |                                                 |
| イウォーク物語                                    | 2             | 22            | 1986年          |                                                 |
| スター・ウォーズ クローン大戦                     | 1             | 10            | 2003年          | ゲンディ・タルタコフスキー                      |
| スター・ウォーズ クローン大戦                     | 2             | 10            | 2004年          | ゲンディ・タルタコフスキー                      |
| スター・ウォーズ クローン大戦                     | 3             | 5             | 2005年          | ゲンディ・タルタコフスキー                      |
| Star Wars Blips                                   | 1             | 8             | 2017年          |                                                 |
| スター・ウォーズ/フォース・オブ・デスティニー     | 1             | 16            | 2017年          | キャリー・ベック デイブ・フィローニ             |
| スター・ウォーズ/フォース・オブ・デスティニー     | 2             | 16            | 2018年          | キャリー・ベック デイブ・フィローニ             |
| スター・ウォーズ ギャラクシー･オブ･アドベンチャー | １            | 36            | 2018年 - 2019年 | ジョシュ・ライムス                              |
| スター・ウォーズ ギャラクシー･オブ･アドベンチャー | ２            |               | 2020年 -        | ジョシュ・ライムス                              |
| スター・ウォーズ ロール・アウト                   | 1             |               | 2019年          | 糸柳英郎                                        |

### 実写ドラマ
2018年10月3日、企画されていた実写ドラマのタイトルが『マンダロリアン』になると製作、脚本を務めるジョン・ファヴローが自身のInstagramで発表した。
10月4日、スター・ウォーズ公式サイトにて、作中の画像と共に、一作目の監督をデイブ・フィローニ、その後のエピソードの監督をデボラ・チョウ、リック・ファムイーワ、ブライス・ダラス・ハワード、タイカ・ワイティティが、プロデューサーにはジョン・ファヴロー、キャスリーン・ケネディ、コリン・ウィルソン、エグゼイティブ・プロデューサーにはカレン・ギルクリストが参加することが発表された。2020年にはシーズン2が配信され、2022年に配信予定のシーズン3製作が発表されている。またスピンオフシリーズのAhsokaおよびRangers of the New Republicの製作が発表されている。さらに、The Book of Boba Fettの製作も発表されている。
その他、2022年配信予定のAndor、同じく2022年配信予定のThe Acolyteの製作が発表されている。
| タイトル                              | シーズン | 話数 | 公開年 | 監督                   |
| ------------------------------------- | -------- | ---- | ------ | ---------------------- |
| マンダロリアン                        | 1        | 8    | 2019年 | ジョン・ファヴロー     |
| マンダロリアン                        | 2        | 8    | 2020年 | ジョン・ファヴロー     |
| マンダロリアン                        | 3        | 8    | 2023年 | ジョン・ファヴロー     |
| マンダロリアン                        | 4        | 8    | TBA    | ジョン・ファヴロー     |
| ボバ・フェット/The Book of Boba Fett  | 1        | 7    | 2021年 | ジョン・ファヴロー     |
| オビ=ワン・ケノービ                   | 1        | 6    | 2022年 | デボラ・チョウ         |
| スター・ウォーズ:キャシアン・アンドー | 1        | 12   | 2022年 | トニー・ギルロイ       |
| スター・ウォーズ:キャシアン・アンドー | 2        | 12   | 2025年 | トニー・ギルロイ       |
| スター・ウォーズ:アソーカ             | 1        | 8    | 2023年 | ピーター・ラムジー     |
| スター・ウォーズ:アコライト           | 1        | 8    | 2024年 | レスリー・ヘッドランド |
| スター・ウォーズ:スケルトン・クルー   | 1        | 8    | 2024年 | ジョン・ワッツ         |

### テレビ映画

#### イウォーク2部作
旧三部作の成功を受けて、『エピソード6/ジェダイの帰還』に登場した惑星エンドアのイウォーク族を主人公にしたテレビ映画。日本では劇場用映画として公開された。『エピソード6/ジェダイの帰還』にてルーク達と出会う以前の、ウィケット・W・ウォリックらイウォーク族の冒険を描く。子供向けに実写映画本編より対象年齢を下げて制作されている。
| 作品名                     | 公開日                       | 監督                          | 脚本                          | 製作               | 放送 |
| -------------------------- | ---------------------------- | ----------------------------- | ----------------------------- | ------------------ | ---- |
| イウォーク・アドベンチャー | 1984年11月25日 1985年8月17日 | ジョン・コーティ              | ボブ・キャロウ                | ジョージ・ルーカス | ABC  |
| エンドア/魔空の妖精        | 1985年11月24日 1987年3月21日 | ケン・ウィート ジム・ウィート | ケン・ウィート ジム・ウィート | ジョージ・ルーカス | ABC  |

## ゲーム

### アクション
| タイトル                                | 発売年月日 | プラットフォーム                     | 備考                                        |
| --------------------------------------- | --- | ------------------------------------ | ------------------------------------------- |
| Star Wars: Droids                       | 1988年 | Amstrad CPC/コモドール64/ZX Spectrum |                                             |
| スター・ウォーズ 帝国の影               | NA：1996年12月3日、PAL：1997年3月1日（N64） NA：1997年9月17日、PAL：1998年2月3日（Windows）                                                | N64/Windows                          |                                             |
| Star Wars: Masters of Teräs Käsi        | NA：1997年10月31日、EU：1998年3月、JP：1998年9月23日                                                                                       | PS                                   |                                             |
| Star Wars: Demolition                   | NA：2000年11月12、EU：2000年12月15日（PS） NA：2000年11月19日、2000年12月15日（DC）                                                        | PS/DC                                |                                             |
| Star Wars Episode I: Battle for Naboo   | 2000年12月18日（N64） 2001年3月12日（Windows）                                                                                             | N64/Windows                          | ローグ スコードロンの精神的続編。           |
| Star Wars: The Clone Wars               | NA：2002年10月28日、EU：2002年11月15日（NGC） NA：2002年12月10日、EU：2003年2月7日（PS2） NA：2003年4月22日、EU：2003年5月9日（Xbox）      | NGC/PS2/Xbox                         |                                             |
| Star Wars: Bounty Hunter                | NA：2002年11月19日、PAL：2002年12月6日（PS2） NA：2002年12月7日、PAL：2003年2月7日（NGC）                                                  | PS2/NGC                              | 邦題はスター・ウォーズ ジャンゴ・フェット。 |
| Kinect スター・ウォーズ                 | NA、EU：2012年4月3日、JP：2012年4月5日 | X360/Kinect                          |                                             |
| Vader Immortal: A Star Wars VR Series   | エピソードI：2019年5月21日、エピソードII：2019年9月25日、エピソードIII：2019年11月21日（Oculus Quest、Oculus Rift） 2020年8月25日（PS VR） | Oculus Quest/Oculus Rift/PS VR       |                                             |
| Star Wars: Tales from the Galaxy's Edge | 2020年11月19日 | Oculus Quest/Oculus Quest 2          |                                             |

Atari 2600
| タイトル                              | 発売年月日                                                            | プラットフォーム                                              | 備考 |
| ------------------------------------- | --------------------------------------------------------------------- | ------------------------------------------------------------- | ---- |
| Star Wars: The Empire Strikes Back    | 1982年（Atari 2600） 1983年（インテレビジョン）                       | Atari 2600/インテレビジョン                                   |      |
| Star Wars: Jedi Arena                 | 1983年1月                                                             | Atari 2600                                                    |      |
| Return of the Jedi: Death Star Battle | 1983年（Atari 2600、Atari 5200、Atari 8ビット） 1985年（ZX Spectrum） | Atari 2600/Atari 5200/Atari 8ビット・コンピュータ/ZX Spectrum |      |

ファミリーコンピュータ/Nintendo Entertainment System
| タイトル                           | 発売年月日                                                                              | プラットフォーム                        | 備考             |
| ---------------------------------- | --------------------------------------------------------------------------------------- | --------------------------------------- | ---------------- |
| スター・ウォーズ                   | 1987年12月4日                                                                           | FC                                      | 日本でのみ発売。 |
| スター・ウォーズ                   | JP：1991年11月15日、NA：1991年11月、EU：1992年3月26日（FC）                             | FC/GB/セガ・マスターシステム/ゲームギア |                  |
| Star Wars: The Empire Strikes Back | JP：1992年3月12日、NA：1992年3月、EU：1992年（FC） NA:1993年1月、1996年（再発売）（GB） | FC/GB                                   |                  |

スーパー スター・ウォーズ
| タイトル                                 | 発売年月日 | プラットフォーム                    | 備考 |
| ---------------------------------------- | --- | ----------------------------------- | ---- |
| Super Star Wars                          | NA：1992年11月1日、JP：1992年12月18日、EU：1993年4月2日（SFC） NA：2009年8月10日、PAL：2009年9月18日（VC） NA：2015年11月17日、EU：2015年11月24日（PS4、PS Vita）                | SFC/VC/PS4/PS Vita                  |      |
| Super Star Wars: The Empire Strikes Back | NA：1993年6月1日、JP：1993年12月17日、EU：1994年2月24日（SFC） NA：2009年8月24日、PAL：2009年10月2日（VC）                                                                       | SFC/VC                              |      |
| Super Star Wars: Return of the Jedi      | NA：1994年6月22日、EU：1995年3月30日、JP：1995年6月23日（SFC） NA：1995年、EU：1995年（ゲームギア） NA：1995年11月、EU：1995年（GB） NA：2009年9月7日、PAL：2009年10月16日（VC） | SFC/ゲームギア/GB/Wii仮想コンソール |      |

レベルアサルト
| タイトル                                       | 発売年月日 | プラットフォーム      | 備考 |
| ---------------------------------------------- | ---------- | --------------------- | ---- |
| Star Wars: Rebel Assault                       | 1993年11月 | MS-DOS/Mac/メガCD/3DO |      |
| Star Wars: Rebel Assault II: The Hidden Empire | 1995年11月 | MS-DOS/Windows/Mac/PS |      |

ローグ スコードロン
| タイトル                                 | 発売年月日     | プラットフォーム | 備考             |
| ---------------------------------------- | -------------- | ---------------- | ---------------- |
| スター・ウォーズ 出撃! ローグ中隊        | 1999年8月27日  | N64              |                  |
| スター・ウォーズ ローグ スコードロン II  | 2002年3月22日  | NGC              |                  |
| スター・ウォーズ ローグ スコードロン III | 2003年11月21日 | NGC              |                  |
| Cancelled sequels                        | 未発売         |                  | 中止された続編。 |

スターファイター
| タイトル                    | 発売年月日 | プラットフォーム | 備考 |
| --------------------------- | --- | ---------------- | ---- |
| Star Wars: Starfighter      | NA：2001年2月19日、EU：2001年3月23日、JP：2001年10月4日（PS2） NA：2001年11月26日（Xbox） NA：2002年1月22日、EU：2002年2月8日（PC） NA：2015年4月28日、EU：2015年5月4日（PS3） | PS2/Xbox/PC/PS3  |      |
| Star Wars: Jedi Starfighter | NA：2002年3月10日、EU：2002年3月28日（PS2） NA：2002年5月13日、EU：2002年5月31日（Xbox）                                                                                       | PS2/Xbox         |      |

ゲームボーイアドバンス
| タイトル                                   | 発売年月日                             | プラットフォーム | 備考 |
| ------------------------------------------ | -------------------------------------- | ---------------- | ---- |
| Star Wars: The New Droid Army              | NA：2002年11月14日、EU：2002年11月29日 | GBA              |      |
| Star Wars: Flight of the Falcon            | EU：2003年11月21日、NA：2003年11月18日 | GBA              |      |
| Star Wars Trilogy: Apprentice of the Force | NA：2004年9月21日、EU：2004年9月24日   | GBA              |      |

バトルフロント
| タイトル                                 | 発売年月日                                                | プラットフォーム              | 備考 |
| ---------------------------------------- | --------------------------------------------------------- | ----------------------------- | ---- |
| スター・ウォーズ バトルフロント          | USA：2004年9月21日、JP：2004年10月7日                     | PS2/Xbox/Windows/Mac/携帯電話 |      |
| スター・ウォーズ バトルフロントII        | EU：2005年10月31日、NA：2005年11月1日、JP：2006年1月26日  | PS2/PSP/Windows               |      |
| Star Wars Battlefront: Renegade Squadron | NA：2007年10月9日、AU：2007年10月10日、EU：2007年10月12日 | PSP                           |      |
| Star Wars Battlefront: Mobile Squadrons  | 2009年4月2日                                              | 携帯電話                      |      |
| Star Wars Battlefront: Elite Squadron    | NA：2009年11月3日、EU：2009年11月6日                      | PSP/DS                        |      |
| スター・ウォーズ バトルフロント          | NA：2015年11月17日、JP：2015年11月19日                    | PS4/XOne/Windows              |      |
| スター・ウォーズ バトルフロントII        | 2017年11月17日                                            | PS4/XOne/Windows              |      |

### アクションアドベンチャー
| タイトル                                       | 発売年月日 | プラットフォーム                            | 備考 |
| ---------------------------------------------- | --- | ------------------------------------------- | ---- |
| Star Wars: Yoda Stories                        | 1997年3月12日（Windows） 1999年12月（GBC）                                                                                     | GBC                                         |      |
| Star Wars Episode I: Jedi Power Battles        | NA：2000年4月4日、EU：2000年4月4日（PS） NA：2000年10月18日（DC） NA：2001年11月21日、EU：2002年3月1日（GBA）                  | PS/DC/GBA                                   |      |
| Star Wars Episode I: Obi-Wan's Adventures      | 2000年11月27日 | GBC                                         |      |
| Star Wars: Obi-Wan                             | NA：2001年12月19日、EU：2002年3月29日                                                                                          | Xbox                                        |      |
| Star Wars: Lethal Alliance                     | NA：2006年12月7日、AU：2006年12月7日、EU：2006年12月8日（PSP） AU：2006年12月7日、NA：2006年12月14日、EU：2006年12月15日（DS） | PSP/DS                                      |      |
| スター・ウォーズ ジェダイ:フォールン・オーダー | 2019年11月15日（PS4、XOne、Windows） 2020年11月24日（Stadia） 2021年6月11日（PS5、Xbox Series X/S）                            | PS4/XOne/Windows/Stadia/PS5/Xbox Series X/S |      |
| スター・ウォーズ ジェダイ:サバイバー           | 2023年4月28日 | PS5/Xbox Series X/S/Windows                 |      |
| Star Wars Outlaws                              | 2024年8月30日 | PS5/Xbox Series X/S/Windows                 |      |

映画の翻案
| タイトル                                     | 発売年月日                                                                           | プラットフォーム | 備考 |
| -------------------------------------------- | ------------------------------------------------------------------------------------ | ---------------- | ---- |
| Star Wars: Episode I – The Phantom Menace    | NA：1999年5月18日、EU：1999年（Windows） NA：1999年9月14日、PAL：1999年9月24日（PS） | PS/Windows       |      |
| Star Wars: Episode II – Attack of the Clones | NA：2002年5月30日、EU：2002年6月21日                                                 | GBA              |      |
| Star Wars: Episode III – Revenge of the Sith | NA：2005年5月4日、EU：2005年5月5日、AU：2005年、JP：2005年7月9日                     | PS2/Xbox/GBA/DS  |      |

クローン・ウォーズ
| タイトル                                     | 発売年月日     | プラットフォーム            | 備考 |
| -------------------------------------------- | -------------- | --------------------------- | ---- |
| Star Wars: The Clone Wars – Jedi Alliance    | 2008年11月11日 | DS                          |      |
| Star Wars: The Clone Wars – Lightsaber Duels | 2008年11月11日 | Wii                         |      |
| Star Wars: The Clone Wars – Republic Heroes  | 2009年10月6日  | PS2/PS3/PSP/X360/DS/Windows |      |

フォース・アンリーシュド
| タイトル                                 | 発売年月日                                                                 | プラットフォーム                    | 備考 |
| ---------------------------------------- | -------------------------------------------------------------------------- | ----------------------------------- | ---- |
| スター・ウォーズ フォース アンリーシュド | NA：2008年9月16日、AU：2008年9月17日、EU：2008年9月19日、JP：2008年10月9日 | PS2/PS3/PSP/X360/DS/Windows/Mac/iOS |      |
| Star Wars: The Force Unleashed II        | NA：2010年10月26日、EU：2010年10月29日                                     | PS3/X360/Windows/iOS                |      |

### アーケード
| タイトル                           | 発売年月日 | プラットフォーム                                                           | 備考 |
| ---------------------------------- | --- | -------------------------------------------------------------------------- | ---- |
| Star Wars                          | NA：1983年5月5日、JP：1983年5月、UK：1983年9月、SPA：1983年                                                                     | アーケード/Atari 2600/Atari 5200/Atari 8ビット/コレコビジョン/コモドール64 |      |
| Star Wars: Return of the Jedi      | 1984年 | アーケード/Amstrad CPC/コモドール64/ZX Spectrum/Amiga/Atari ST/BBC Micro   |      |
| Star Wars: The Empire Strikes Back | 1985年3月 | アーケード/Amstrad CPC/コモドール64/ZX Spectrum/Amiga/Atari ST/BBC Micro   |      |
| Star Wars Arcade                   | JP：1993年8月、NA：1993年、EU：1994年4月（アーケード） EU：1994年11月14日、NA：1994年11月21日、JP：1994年12月3日（スーパー32X） | アーケード/スーパー32X                                                     |      |
| Star Wars Trilogy Arcade           | 1998年11月 | アーケード                                                                 |      |
| Star Wars: Racer Arcade            | JP：2000年5月、NA：2000年、EU：2000年                                                                                           | アーケード                                                                 |      |
| Star Wars Battle Pod               | 2014年10月8日 | アーケード                                                                 |      |

### レーシング
| タイトル                       | 発売年月日 | プラットフォーム                       | 備考 |
| ------------------------------ | --- | -------------------------------------- | ---- |
| Star Wars Episode I: Racer     | NA：1999年5月18日、EU：1999年6月4日（Windows） NA：1999年5月18日、EU：1999年6月4日、JP：1999年7月21日（N64） NA：1999年12月、EU：1999年12月17日（GBC） NA：1999年12月16日（Mac） NA：2000年4月4日、EU：2000年8月4日（DC） 2020年6月23日（PS4、Switch） 2020年10月27日（XOne） | Windows/Mac/N64/GBC/DC/PS4/XOne/Switch |      |
| Star Wars: Super Bombad Racing | NA：2001年4月23日、EU：2001年5月25日 | PS2                                    |      |
| Star Wars Racer Revenge        | NA：2002年2月11日、EU：2002年3月8日 | PS2                                    |      |

### ロールプレイング
| タイトル                    | 発売年月日                                       | プラットフォーム | 備考 |
| --------------------------- | ------------------------------------------------ | ---------------- | ---- |
| Star Wars Galaxies          | NA：2003年6月26日、EU：2003年11月7日、AU：2006年 | Windows          |      |
| Star Wars: Uprising         | 2015年9月9日                                     | iOS/Android      |      |
| Star Wars: Galaxy of Heroes | 2015年11月24日                                   | iOS/Android      |      |

Knights of the Old Republic
| タイトル                                                 | 発売年月日 | プラットフォーム                    | 備考 |
| -------------------------------------------------------- | --- | ----------------------------------- | ---- |
| Star Wars: Knights of the Old Republic                   | NA：2003年7月15日、EU：2003年9月12日（Xbox） NA：2003年11月19日、EU：2003年12月5日（Windows） NA：2004年9月7日（Mac） 2013年5月30日（iOS） 2014年12月23日（Android） 2021年11月11日（Switch） | Xbox/Windows/Mac/iOS/Android/Switch |      |
| Star Wars Knights of the Old Republic II: The Sith Lords | NA：2004年12月6日、EU：2005年2月11日、AU：2005年2月15日（Xbox） NA：2005年2月8日、EU：2005年2月11日、AU：2005年2月15日（Windows） 2015年7月21日（Mac、Linux） 2020年12月18日（iOS、Android）  | Xbox/Windows/Mac/Linux/iOS/Android  |      |
| Star Wars: The Old Republic                              | NA：2011年12月20日、EU：2011年12月20日、AU：2012年3月1日 | Windows                             |      |

### シミュレーション
| タイトル               | 発売年月日                                                           | プラットフォーム                 | 備考 |
| ---------------------- | -------------------------------------------------------------------- | -------------------------------- | ---- |
| Star Wars: Droid Works | 1998年10月21日                                                       | Windows/Mac                      |      |
| Star Wars: Pit Droids  | 1999年9月13日（Windows、Mac） 2012年2月9日（iOS）                    | Windows/Mac/iOS                  |      |
| Star Wars: Squadrons   | 2020年10月3日（PS4、XOne、Windows） 2020年12月3日（Xbox Series X/S） | PS4/XOne/Xbox Series X/S/Windows |      |

Xウィング
| タイトル                          | 発売年月日    | プラットフォーム | 備考 |
| --------------------------------- | ------------- | ---------------- | ---- |
| Star Wars: X-Wing                 | 1993年2月     | Windows/Mac      |      |
| Star Wars: TIE Fighter            | 1994年7月     | Windows/Mac      |      |
| Star Wars: X-Wing vs. TIE Fighter | 1997年4月29日 | Windows          |      |
| Star Wars: X-Wing Alliance        | 1999年3月15日 | Windows          |      |

### ストラテジー
| タイトル                          | 発売年月日                                                                                 | プラットフォーム    | 備考 |
| --------------------------------- | ------------------------------------------------------------------------------------------ | ------------------- | ---- |
| Star Wars Chess                   | 1993（Dos） 1994年11月（Windows）                                                          | Windows/MS-DOS      |      |
| Star Wars: Rebellion              | NA：1998年3月25日、EU：1998年                                                              | Windows             |      |
| Star Wars: Force Commander        | NA：2000年3月17日、EU：2000年                                                              | Windows             |      |
| Star Wars: Galactic Battlegrounds | NA：2001年11月9日、EU：2001年11月23日                                                      | Windows/Mac         |      |
| Star Wars: Empire at War          | NA：2006年2月16日、EU：2006年2月17日（Windows） NA：2007年4月2日、EU：2007年4月27日（Mac） | Windows/Mac         |      |
| Star Wars Commander               | 2014年8月23日                                                                              | Windows/iOS/Android |      |
| Star Wars: Force Arena            | 2017年1月12日                                                                              | iOS/Android         |      |
| Star Wars: Rise to Power          | 開発中止                                                                                   |                     |      |

### FPS
| タイトル                                          | 発売年月日 | プラットフォーム        | 備考 |
| ------------------------------------------------- | --- | ----------------------- | ---- |
| スター・ウォーズ アタック・オン・ザ・デス・スター | 1991年12月17日 | X68000/PC-9801VX以降    |      |
| スター・ウォーズ リパブリックコマンド             | 2005年2月17日、NA：2005年2月28日、EU：2005年3月4日（Xbox） NA、JP：2005年3月1日、EU：2005年3月4日（Windows） WW：2021年4月6日、JP：2021年12月23日（PS4、Switch） | Xbox/Windows/PS4/Switch |      |

スター・ウォーズ ジェダイナイト
| タイトル                               | 発売年月日 | プラットフォーム               | 備考 |
| -------------------------------------- | --- | ------------------------------ | ---- |
| スター・ウォーズ ダークフォース        | NA：1995年2月28日、EU：1995年6月（MS-DOS） NA：1996年11月30日、EU：1998年3月4日（PS）                                                                                            | PS/Mac/MS-DOS                  |      |
| Star Wars Jedi Knight: Dark Forces II  | NA:1997年10月10日 | Windows                        |      |
| Star Wars Jedi Knight II: Jedi Outcast | NA：2002年3月26日、EU：2002年3月26日（Windows） NA：2002年11月5日（Mac） NA：2002年11月19日、EU：2002年11月22日（GC、Xbox） WW：2019年9月24日、JP：2021年12月23日（PS4、Switch） | Windows/Mac/GC/Xbox/PS4/Switch |      |
| Star Wars Jedi Knight: Jedi Academy    | NA：2003年9月16日（Mac） NA：2003年9月17日、EU:2003年9月19日（Windows） NA：2003年11月18日、EU：2003年11月21日（Xbox） WW：2020年3月26日（PS4、Switch）                          | Windows/Mac/Xbox/PS4/Switch    |      |

### レゴ スター・ウォーズ
| タイトル                                     | 発売年月日 | プラットフォーム                                            | 備考 |
| -------------------------------------------- | --- | ----------------------------------------------------------- | ---- |
| レゴ スター・ウォーズ THE VIDEO GAME         | NA：2005年3月29日、PAL：2005年4月22日（GBA） NA：2005年4月2日、PAL：2005年4月22日（PS2、Windows） NA：2005年4月5日、PAL：2005年4月22日（Xbox） NA：2005年8月23日、PAL：2005年9月7日（Mac） NA：2005年10月25日、PAL：2005年11月4日（GC） | PS2/Xbox/GBA/GC/Windows/Mac                                 |      |
| レゴ スター・ウォーズII THE ORIGINAL TRILOGY | EU：2006年9月11日、NA：2006年9月12日、AU：2006年9月15日 WW：2007年（Mac） | PS2/PSP/Xbox/Xbox 360//GBA/GC/DS/Windows/Mac                |      |
| レゴ スター・ウォーズ コンプリート サーガ    | JP：2008年3月27日、AU：2007年11月7日（PS3、X360、DS、Wii） 2009年10月13日（Windows） 2010年11月16日（Mac） | PS3/X360/DS/Wii/Windows/Mac/iOS/Android                     |      |
| Lego Star Wars III: The Clone Wars           | NA：2011年3月22日、EU：2011年3月25日、AU：2011年3月30日 | PS3/PSP/X360/DS/3DS/Wii/Windows/Mac                         |      |
| レゴ スター・ウォーズ/フォースの覚醒         | NA：2016年6月28日、PAL：2016年6月28日、JP：2016年10月13日 | PS3/PS4/PS Vita/X360/XOne/3DS/Wii U/Windows/Mac/iOS/Android |      |
| Lego Star Wars: The Skywalker Saga           | 2022年4月5日 | PS4/PS5/XOne/Xbox Series X/S/Switch/Windows                 |      |

### 中止されたゲーム
| タイトル                                      | 発売年月日 | プラットフォーム         | 備考 |
| --------------------------------------------- | ---------- | ------------------------ | ---- |
| Star Wars: Return of the Jedi: Ewok Adventure |            | Atari 2600（予定）       |      |
| Star Wars 1313                                |            | PS4/XOne/Windows（予定） |      |
| Star Wars: Attack Squadrons                   |            | PS4/XOne/Windows（予定） |      |
| Project Ragtag                                |            |                          |      |

### 計画中のゲーム
| タイトル           | 発売年月日 | プラットフォーム | 備考 |
| ------------------ | ---------- | ---------------- | ---- |
| Star Wars: Eclipse |            |                  |      |

## 主なストーリーの時系列
前述の通り、映画の公開は時系列通りになっていない。それをスピンオフ等も含め歴史通りに整理すると、エピソード1 ファントム・メナス→エピソード2 クローンの攻撃→クローン・ウォーズ全シリーズ→エピソード3 シスの復讐→ハン・ソロ スター・ウォーズ ストーリー→スター・ウォーズ反乱者たち全シーズン→ローグワン スター・ウォーズ ストーリー→エピソード4 新たなる希望→エピソード5 帝国の逆襲→エピソード6 ジェダイの帰還(ジェダイの復讐)→スター・ウォーズ バトルフロント2→スター・ウォーズ レジスタンス→エピソード7 フォースの覚醒→エピソード8 最後のジェダイ→エピソード9 スカイウォーカーの夜明けとなる。

## 主な登場キャラクター
アナキン・スカイウォーカー / ダース・ベイダー（Anakin Skywalker / Darth Vader）
「プリクエル・トリロジー」の主人公。また、「オリジナル・トリロジー」における最大の敵でもある。
惑星タトゥイーンで暮らす奴隷の少年だったが、フォースの資質を見出されて銀河共和国を護るジェダイ騎士団に「予言にあるフォースにバランスをもたらすもの」として迎えられる。アソーカ・タノを弟子にとりクローン戦争で活躍。しかしその生い立ちと境遇故により強い力を渇望するようになり、最終的には共和国に潜伏していたシスの暗黒卿“ダース・シディアス”に誘惑され、側近“ダース・ベイダー”へと生まれ変わり反乱を起こす。
ジェダイと共和国を滅ぼした後、負傷により全身サイボーグの姿となり、新たに成立した銀河帝国をシディアスと共に統治していく。のちに息子によって改心、シディアスとシスを滅ぼし、その際受けた攻撃が仇となり絶命するが、結果として予言通りにフォースにバランスをもたらした。
その後はアナキン時代の姿で霊体として復活。エクセゴルの戦いではオビ＝ワン・ケノービやクワイ＝ガン・ジン、アソーカらとともにレイに呼びかけた。
ルーク・スカイウォーカー（Luke Skywalker）
「オリジナル・トリロジー」の主人公。
アナキンの息子として生まれるが、シディアスのジェダイ狩りから逃れるため父の故郷タトゥイーンで育てられる。成長後、自身がジェダイの血を引く存在であると知り、帝国への反乱軍に協力することを決意。戦闘を経験する中で秘めたる才能が徐々に覚醒する。ベイダーは父親を殺害した怨敵だと聞かされていたが、そのベイダーこそが実の父親だった。深いショックを受け、かつてのアナキンのように心が暗黒面へと出向いていく。しかし最後はその誘惑を撥ね返してベイダーとシディアスを討ち、銀河に一時的な平和を取り戻す。
その後新たなジェダイの育成を試みるが、甥の反乱に心を病み、オク=トーに引き籠る。レイに修行をつけフォースの幻影を使い甥のカイロ・レンと対決し、力尽きてフォースと一体化。霊体として残りレイアの霊体とともにレイを見守った。
レイ・スカイウォーカー（Rey Skywalker）
「シークエル・トリロジー」の主人公。惑星ジャクーにて一人暮らす少女。
幼少期に家族と離れ離れになり、廃船から奪った部品を売って生活しながら再会を待ち望んでいた。実は生まれながらに高いフォースの資質を持ち、訓練を受けていない段階でも戦士として高い能力を発揮する。BB-8やフィンとの出会いをきっかけにレジスタンスと、ファースト・オーダーとの戦いに関わるようになる。
やがて戦いの中でカイロ・レンがファースト・オーダーの最高指導者となり、レイがシディアスの孫“レイ・パルパティーン”であるという真実を告げられる。さらに、復活したシディアスの後を継ぐ未来を予知してしまう。しかし最後はファースト・オーダーや、復活したシディアスが組織するシス艦隊“ファイナル・オーダー”との激闘の末に、未来の予知を撥ね返してレンとともに祖父シディアスを討ち、銀河に真の平和を取り戻す。
その後はレイ・パルパティーンではなくレイ・スカイウォーカーを名乗っている。
レイア・オーガナ（Leia Organa）
アナキンの子で、ルークの双子の妹として生まれたが、ベイル・オーガナ夫妻に引き取られオルデランで王女として育てられる。
外交官としても活躍していてその頃に反乱者のエズラ・ブリッジャーとも接触している。その後、反乱同盟のリーダーとして銀河帝国との戦いに参加し、ルークやハン・ソロ、オビ＝ワンとともに第一デス・スターの設計図を届ける任務をやり遂げヤヴィンの戦いに勝利した。
帝国滅亡後、実兄ルークに師事し修行中に妊娠、ハンとの間にベン・ソロをもうける。その後もレジスタンスの将軍として息子達が率いるファースト・オーダーと戦った。カイロ・レンとなった息子にフォースで働きかけ改心させ、やがて疲れ果てレジスタンスをポー・ダメロンに任せ息を引き取った。その後もフォースの霊体として残り、レイを支えた。
C-3PO（See-Threepio）
金色の装甲を持つヒューマノイド型のプロトコル（儀礼・通訳用）ドロイド。R2-D2と共に、全エピソードに登場しているキャラクター。
R2-D2（Artoo-Detoo）
宇宙船や電子機器のオペレートを主目的としたアストロメク・ドロイド。C-3POと共に、全エピソードに登場しているキャラクター。
ハン・ソロ（Han Solo）
密輸船「ミレニアム・ファルコン」の船長。
帝国軍の歩兵であったがチューバッカと出会い共に帝国を逃走、ベケットの盗賊団に参加した。その後ルークやレイアと出会い反乱同盟軍に参加、将軍となる。帝国滅亡後にレイアとの間に後のカイロ・レンとなるベン・ソロを設ける。しかし彼によってスターキラー基地の戦いで殺される。その後、デス・スターの残骸でレイに敗北したベンの記憶の中の存在として現れ、彼を改心させた。
チューバッカ（Chewbacca）
ハン・ソロの相棒であるウーキー族の戦士。エピソード3以降の全作品に登場。
クローン戦争中のキャッシークの戦いでヨーダと共に参戦し、オーダー66から彼を救っている。帝国時代に奴隷として囚われていたところをハンに命を救われ共に帝国を逃走、ベケットの盗賊団に参加した。その後反乱同盟軍に参加し帝国を滅ぼす。ハンの死後はレイと行動を共にした。
ベン・ソロ / カイロ・レン（Ben Solo / Kylo Ren）
ソロとレイアの息子。
祖父にあたるダース・ベイダーに惹かれたためルークに鍛えられるが、スノークに誘惑され、ルークに暗殺されかけたのも影響しダークサイドに転落。スノークを殺害しレイを誘ってファースト・オーダーを率いようとするが拒絶された。感情に任せルークの幻影と戦闘、レジスタンスを取り逃してしまう。その後ファースト・オーダーの最高指導者となったが、レイや両親の働きかけが効きライト・サイドへ帰還。蘇ったダース・シディアス、シス、ファースト・オーダーの後継組織ファイナル・オーダーをレイとともに葬り、フォースを使い果たし息絶えた。

## 劇中用語
基本的な用語のみ記述する。その他の用語、及び詳細は「用語一覧」「登場兵器一覧」「登場テクノロジー一覧」「惑星一覧」「戦いの一覧」を参照。
フォース
銀河の万物をあまねく包み込んでいるエネルギー体。目には見えない中国の気のような概念だが、強い意思と精神集中によってその「流れ」を感じ取り自由に操作することで、身体能力や空間認識能力の強化に留まらず、未来予知、念力、心理操作、テレパシーなどの超感覚的な能力による現象を起こすことができる。初公開時の字幕スーパーでは、「理力」と訳されていた。（例：「機械に頼るな。理力を使え！」）
使用者の感情に伴って性質は二つに別れ、ジェダイは穏やかで冷静な心から引き出される「ライトサイド（光明面）」、シスは怒りや憎しみといった負の感情によって引き出される「ダークサイド（暗黒面）」を用いる。
ライトセーバー

青いライトセーバー

プラズマの光刃を形成する剣型の武器。主にジェダイとシスが接近戦で用いる。何らかの物体に接触すれば膨大な熱エネルギーを放出し、溶断する。レーザーやビームの類を跳ね返すこともできる。基本的にジェダイの光刃は青や緑、シスは真紅であるのが通例である。
ジェダイ
作中では、「ジェダイの騎士/ジェダイ・ナイト」とも呼ばれる。フォースのライトサイドを駆使して戦う、銀河系の自由と正義の守護者たち。
清廉潔白かつ気高い精神が求められ、恋愛の禁止、無抵抗な者への攻撃の禁止など、教条主義的な厳しい掟がある。人間性を排した体質に憤慨しシスに寝返ったアナキンによって銀河共和国もろとも滅ぼされてしまうが、結果として、ルークという全く新しいジェダイが誕生することになる。
シス
作中では、「シスの暗黒卿」とも呼ばれる。フォースのダークサイドを信奉する者達の総称。
ジェダイと相反する存在であり、欲望を貫徹させる精神的解放性とあからさまな権力欲を持ち、防御よりも攻撃を重視する傾向にある。シスとなった者は、それまでの名を捨て「ダース」（Dark Lord of the Sithの略称）の称号を冠する。
ドロイド
人間と同程度か、それ以上の知性（特に専門分野では）を持つロボット全般を指す。
基本的に与えられたプログラムに従って行動するが、長い稼動時間の中で経験や知識を積むことにより個性を得て自己主張し、更には嘘をついたり怒ったり喜んだりといった、極めて「人間的な」行動を見せるものも少なくない。
クローン・トルーパー
“銀河一の賞金稼ぎ”ジャンゴ・フェットの遺伝子を元に、独立心や自我を削ぐ遺伝子調整を施され、成長速度を速めて生産された銀河共和国軍のクローン兵士。後の銀河帝国軍のストームトルーパーの前身でもある。
総兵力約320万ユニット。バトル・ドロイドを凌駕する戦闘能力により、クローン戦争における共和国の主力軍隊となった。
ジェダイと任務を共にしたことで多くのクローンに個性が芽生え、ジェダイとの間にも強い絆が生まれた。しかし、その生産過程には密かにシスの関与があり、結果的にはクローン戦争終盤にジェダイが滅ぼされる一因となった。銀河帝国誕生から10年以内にほぼ全ユニットが退役となった。
ストームトルーパー
帝国に忠誠を誓い、絶対的に服従する銀河帝国軍の機動歩兵。総兵力20億ユニットともいわれている。サバイバル装備や温度調節機能を備えた白いアーマーに身を包み、ブラスターにより集団攻撃で敵を圧倒する。
初期にはクローンによって構成されたが、まもなく士官学校から充当された人間によって構成されるようになり、銀河帝国誕生から10年後までには一般的な人間の男女でほぼ構成されるようになる。スノートルーパーやスカウト・トルーパーなど、任務に応じた様々なバリエーションが存在する。
銀河帝国の崩壊後はストームトルーパーの動員も禁止されたが、残党勢力が密かに部隊を保持し続け、後にファースト・オーダーが台頭した際には、フォルムを一新した新世代のストームトルーパーが構成された。

## 評価

### 興行成績
| 作品                                       | 米国公開日               | 興行収入                 | 興行収入                 | 興行収入                 | 興行収入                        | 歴代ランキング           | 歴代ランキング           | 製作費                   | Refs                     |
| 作品                                       | 米国公開日               | 北米                     | その他の地域             | 全世界                   | インフレーション調整後 （北米） | 北米                     | 全世界                   | 製作費                   | Refs                     |
| スカイウォーカー・サーガ                   | スカイウォーカー・サーガ | スカイウォーカー・サーガ | スカイウォーカー・サーガ | スカイウォーカー・サーガ | スカイウォーカー・サーガ        | スカイウォーカー・サーガ | スカイウォーカー・サーガ | スカイウォーカー・サーガ | スカイウォーカー・サーガ |
| ------------------------------------------ | ------------------------ | ------------------------ | ------------------------ | ------------------------ | ------------------------------- | ------------------------ | ------------------------ | ------------------------ | ------------------------ |
| 新たなる希望                               | 1977年5月25日            | $460,998,507             | $314,613,557             | $775,512,064             | $1,416,050,800                  | 19                       | 98                       | $11 million              | [ 57 ]                   |
| 帝国の逆襲                                 | 1980年5月21日            | $290,371,960             | $257,607,494             | $547,975,067             | $780,536,100                    | 98                       | 182                      | $18 million              | [ 58 ]                   |
| ジェダイの帰還                             | 1983年5月25日            | $309,306,177             | $166,040,934             | $475,306,177             | $747,772,300                    | 82                       | 231                      | $32.5 million            | [ 59 ]                   |
| ファントム・メナス                         | 1999年5月19日            | $474,544,677             | $552,538,030             | $1,027,044,677           | $674,365,200                    | 18                       | 42                       | $115 million             | [ 60 ]                   |
| クローンの攻撃                             | 2002年5月16日            | $310,676,740             | $338,859,618             | $649,436,358             | $425,074,300                    | 80                       | 140                      | $115 million             | [ 61 ]                   |
| シスの復讐                                 | 2005年5月19日            | $380,270,577             | $469,765,058             | $850,035,635             | $471,630,400                    | 44                       | 78                       | $113 million             | [ 62 ]                   |
| フォースの覚醒                             | 2015年12月18日           | $936,662,225             | $1,132,561,399           | $2,068,223,624           | $2,068,178,225                  | 1                        | 4                        | $245 million             | [ 63 ]                   |
| 最後のジェダイ                             | 2017年12月15日           | $620,181,382             | $713,358,507             | $1,333,539,889           | $1,332,539,889                  | 9                        | 12                       | $317 million             | [ 64 ]                   |
| スカイウォーカーの夜明け                   | 2019年12月20日           | $515,202,542             | $558,941,706             | $1,074,144,248           |                                 | 14                       | 32                       | $275 million             | [ 65 ]                   |
| スピンオフ映画                             |                          |                          |                          |                          |                                 |                          |                          |                          |                          |
| スター・ウォーズ/ クローン・ウォーズ       | 2008年8月15日            | $35,161,554              | $33,121,290              | $68,282,844              | $35,020,908                     | 2,447                    | 2,211                    | $8.5 million             | [ 66 ]                   |
| ローグ・ワン/ スター・ウォーズ・ストーリー | 2016年12月16日           | $532,177,324             | $524,879,949             | $1,056,057,273           | $545,787,800                    | 12                       | 36                       | $265 million             | [ 67 ]                   |
| ハン・ソロ/ スター・ウォーズ・ストーリー   | 2018年5月25日            | $213,767,512             | $179,157,295             | $392,924,807             | $206,317,700                    | 189                      | 311                      | $300 million             | [ 68 ] [ 69 ]            |
| 合計                                       | 合計                     | $5,081,223,784           | $5,239,306,792           | $10,318,030,576          |                                 | 2                        | 2                        | $1.633 billion           | [ 70 ] [ 71 ]            |

### 批評家の反応
| 作品                                            | Rotten Tomatoes          | Metacritic               | CinemaScore              |
| スカイウォーカー・サーガ                        | スカイウォーカー・サーガ | スカイウォーカー・サーガ | スカイウォーカー・サーガ |
| ----------------------------------------------- | ------------------------ | ------------------------ | ------------------------ |
| スター・ウォーズ                                | 92% (134 reviews)        | 90 (24 reviews)          |                          |
| スター・ウォーズ/帝国の逆襲                     | 94% (104 reviews)        | 82 (25 reviews)          |                          |
| スター・ウォーズ/ジェダイの復讐                 | 82% (95 reviews)         | 58 (24 reviews)          |                          |
| スター・ウォーズ エピソード1/ファントム・メナス | 52% (233 reviews)        | 51 (36 reviews)          | A−                       |
| スター・ウォーズ エピソード2/クローンの攻撃     | 65% (253 reviews)        | 54 (39 reviews)          | A−                       |
| スター・ウォーズ エピソード3/シスの復讐         | 80% (302 reviews)        | 68 (40 reviews)          | A−                       |
| スター・ウォーズ/フォースの覚醒                 | 93% (440 reviews)        | 80 (55 reviews)          | A                        |
| スター・ウォーズ/最後のジェダイ                 | 90% (477 reviews)        | 84 (56 reviews)          | A                        |
| スター・ウォーズ/スカイウォーカーの夜明け       | 51% (507 reviews)        | 53 (61 reviews)          | B+                       |
| スピンオフ映画                                  |                          |                          |                          |
| スター・ウォーズ/クローン・ウォーズ             | 18% (172 reviews)        | 35 (30 reviews)          | B−                       |
| ローグ・ワン/スター・ウォーズ・ストーリー       | 84% (452 reviews)        | 65 (51 reviews)          | A                        |
| ハン・ソロ/スター・ウォーズ・ストーリー         | 69% (477 reviews)        | 62 (54 reviews)          | A−                       |
| テレビ映画                                      |                          |                          |                          |
| スター・ウォーズ・ホリデー・スペシャル          | 27% (15 reviews)         |                          |                          |
| イウォーク・アドベンチャー                      | 21% (14 reviews)         |                          |                          |
| エンドア/魔空の妖精                             | 33% (3 reviews)          |                          |                          |

### 受賞

#### アカデミー賞
実写映画11作品を合わせると、アカデミー賞37部門にノミネートされ、そのうち7部門を受賞している。また、特別業績賞も計3回受賞している。『帝国の逆襲』と『ジェダイの帰還』は視覚効果で特別功労賞を受賞し、『スター・ウォーズ』はエイリアン、クリーチャー、ロボットの声で特別功労賞を受賞した。
| 部門           | 結果                              | 結果              | 結果              | 結果               | 結果           | 結果       | 結果           | 結果         | 結果           | 結果       | 結果                     |
| 部門           | 新たなる希望                      | 帝国の逆襲        | ジェダイの帰還    | ファントム・メナス | クローンの攻撃 | シスの復讐 | フォースの覚醒 | ローグ・ワン | 最後のジェダイ | ハン・ソロ | スカイウォーカーの夜明け |
| -------------- | --------------------------------- | ----------------- | ----------------- | ------------------ | -------------- | ---------- | -------------- | ------------ | -------------- | ---------- | ------------------------ |
| 助演男優賞     | ノミネート （アレック・ギネス）   |                   |                   |                    |                |            |                |              |                |            |                          |
| 美術賞         | 受賞                              | ノミネート        | ノミネート        |                    |                |            |                |              |                |            |                          |
| 衣裳デザイン賞 | 受賞                              |                   |                   |                    |                |            |                |              |                |            |                          |
| 監督賞         | ノミネート （ジョージ・ルーカス） |                   |                   |                    |                |            |                |              |                |            |                          |
| 編集賞         | 受賞                              |                   |                   |                    |                |            | ノミネート     |              |                |            |                          |
| メイクアップ賞 |                                   |                   |                   |                    |                | ノミネート |                |              |                |            |                          |
| 作曲賞         | 受賞                              | ノミネート        | ノミネート        |                    |                |            | ノミネート     |              |                |            | ノミネート               |
| 作品賞         | ノミネート                        |                   |                   |                    |                |            |                |              |                |            |                          |
| 脚本賞         | ノミネート                        |                   |                   |                    |                |            |                |              |                |            |                          |
| 音響編集賞     |                                   |                   | ノミネート        | ノミネート         |                |            | ノミネート     |              | ノミネート     |            | ノミネート               |
| 録音賞         | 受賞                              | 受賞              | ノミネート        | ノミネート         |                |            | ノミネート     | ノミネート   | ノミネート     |            |                          |
| 視覚効果賞     | 受賞                              |                   |                   | ノミネート         | ノミネート     |            | ノミネート     | ノミネート   | ノミネート     | ノミネート | ノミネート               |
| 特別業績賞     | 受賞 （ベン・バート）             | 受賞 （視覚効果） | 受賞 （視覚効果） |                    |                |            |                |              |                |            |                          |

## その他メディア
本シリーズは、多種多様な媒体を通じて沢山のスピンオフ（外伝）を世に送り出してきた。ジョージ・ルーカス自身が他の作家による二次創作に寛容だったこともあり、映画本編と整合性が取られていない独創的な作品も多く存在する。しかし2012年にウォルト・ディズニー・カンパニーがルーカスフィルムを買収した際、膨大な数のスピンオフが新規ファンに混乱を与えてしまうという配慮から、スピンオフ作品は全て「カノン（正史）」と「レジェンズ（非正史）」に分別されることとなった。
「カノン」に属するスピンオフ作品は、ウォルト・ディズニー・カンパニーがルーカスフィルムの買収後に設立した「ルーカスフィルム ストーリー・グループ」の監修を受けた作品が該当する。それ以外（及び、すでに展開を終了している作品）は全て「レジェンズ」としていわゆる“パラレルワールド”の扱いとなった。しかし、「レジェンズ」の所属になったキャラクターのスローン大提督が「カノン」のアニメーション『反乱者たち』に、同じくタグ&ビンクが「カノン」の実写映画『ハン・ソロ』にそれぞれ登場しており、ルーカスフィルムのリーランド・チーは今後も「レジェンズ」のキャラクターが「カノン」に登場していくことを明言している。
| 公開年          | タイトル                                               | 監督                             |
| --------------- | ------------------------------------------------------ | -------------------------------- |
| 1977年          | ハードウェア・ウォーズ                                 |                                  |
| 1983年          | スター・フォース〜未知との遭遇〜                       |                                  |
| 1987年          | スペースボール                                         | メル・ブルックス                 |
| 1999年          | 親指ウォーズ                                           | スティーヴ・オーデカーク         |
| 2007年 - 2010年 | スター・ウォーズ/ロボットチキン                        |                                  |
| 2009年          | ファンボーイズ                                         | カイル・ニューマン               |
| 2010年          | ピープルVSジョージ・ルーカス                           | アレクサンドレ・オー・フィリップ |
| 2011年          | LEGO スター・ウォーズ パダワン・メナス                 |                                  |
| 2012年          | LEGO スター・ウォーズ エンパイア・ストライクス・アウト |                                  |
| 2013年 - 2014年 | LEGO スター・ウォーズ:ヨーダ・クロニクル               |                                  |
| 2014年          | フィニアスとファーブ/スター・ウォーズ大作戦            |                                  |
| 2015年          | LEGO スター・ウォーズ:ドロイド・テイルズ               |                                  |
| 2015年          | エルストリー1976- 新たなる希望が生まれた街 -           | ジョン・スピラ                   |
| 2015年          | I AM YOUR FATHER/アイ・アム・ユア・ファーザー          |                                  |
| 2016年          | LEGO スター・ウォーズ/たたかえ!レジスタンス            |                                  |
| 2016年 - 2017年 | LEGO スター・ウォーズ/フリーメーカーの冒険             |                                  |
| 2018年          | LEGO スター・ウォーズ/オールスターズ                   |                                  |
| 2020年          | LEGO スター・ウォーズ/ホリデー・スペシャル             | ケン・カニングハム               |
| 2021年          | LEGO スター・ウォーズ/恐怖のハロウィーン               | ケン・カニングハム               |
| 2022年          | LEGO スター・ウォーズ/サマー・バケーション             | ケン・カニングハム               |

### パチンコ
2005年、SANKYOから『CRフィーバースター・ウォーズ』として登場した。
2008年に本機のゲーム性をさらにアップした『CRフィーバースター・ウォーズ ダース・ベイダー降臨』も登場した。
2014年に『CR FEVER STAR WARS Battle of Darth Vader』が登場した。
キャスト
- オビ＝ワン・ケノービ - 森川智之、納谷悟朗（老人）
- アナキン・スカイウォーカー/ダース・ベイダー - 浪川大輔、矢島晶子[要出典]（少年）、大平透（ダース・ベイダー）
- パドメ・アミダラ - 坂本真綾
- ジャンゴ・フェット - 加瀬康之
- ダース・モール、ナレーション - 石井康嗣[注釈 4]
- ヨーダ - 永井一郎
- グリーヴァス将軍 - 渡部猛
- パルパティーン皇帝 - 高木渉
- メイス・ウィンドゥ - 玄田哲章
- C-3PO - 岩崎ひろし
- ハン・ソロ - 磯部勉
- ルーク・スカイウォーカー - 島田敏
- レイア・オーガナ - 高島雅羅
- ジャー・ジャー・ビンクス - 稲葉実[要出典]
- ザム・ウェセル - 久川綾[要出典]
- ドゥークー伯爵、クワイ＝ガン・ジン - 大塚周夫[要出典]
- ストームトルーパー - 肝付兼太[要出典]

キャストはソフト版と劇場公開版とほぼ同じだが、代役のため変更されている。

### パチスロ
2007年にパチンコと同じSANKYOから発売。

### イベント・テーマパーク
- スター･ウォーズ セレブレーション - 1999年からディズニーによって開催されている本シリーズのオフィシャルファンイベント[107]。
- Star Wars Weekends - 1997年から2015年までウォルト・ディズニー・ワールド・リゾートで開催されていた本シリーズのファンイベント。
- スター・ツアーズ - ディズニーランド、ディズニー・ハリウッド・スタジオ、東京ディズニーランド、ディズニーランド・パリにある、本シリーズを題材にしたフライトシミュレータータイプのアトラクション。時系列はエピソード6の後の世界。現在はすべて後述のリニューアル版に更新されている。
- スター・ツアーズ:ザ・アドベンチャーズ・コンティニュー - 上記のディズニーパークにある、スター・ツアーズのリニューアル版。メガネをかけるタイプの3D映像となり、固定だった飛行ルートが数パターンのルートの組み合わせにより数十種類に増えた。時系列はエピソード3と4の間だが、期間限定イベントでエピソード7、8、9の映像が増えたりするなど曖昧になっていることもある。新作映画が公開されるたびに飛行ルートが追加されている。
- ジェダイ・トレーニング:トライアル・オブ・ザ・テンプル - （東京と上海を除く）世界のディズニーパークで行われている、ジェダイの騎士になる為にライトセーバーの訓練を行う体験型エンターテインメント。
- スター・ウォーズ・ローンチ・ベイ - ディズニーランドや上海ディズニーランドをはじめとする本シリーズに関する小道具の展示やキャラクターとのグリーティングを行うことができる施設。
- スター・ウォーズ:ギャラクシーズ・エッジ - 本シリーズの初のテーマランド。2019年海外のディズニーパークにて、「スター・ウォーズ ホテル」と同時オープンした。また、アトラクションは「ミレニアム・ファルコン:スマグラーズラン」「スター・ウォーズ:ライズ・オブ・ザ・レジスタンス」がある。
- Star Wars: Where Science Meets Imagination
- Star Wars Hyperspace Mountain
- Star Wars: A Galactic Spectacular
- ミレニアム・ファルコン:スマグラーズラン
- スター・ウォーズ:ライズ・オブ・ザ・レジスタンス

## デジタル配信
2015年6月1日、オリジナル＆プリクエル・トリロジー6部作のデジタル配信が開始された。ウォルト・ディズニー・カンパニーによるルーカスフィルム買収後の配信であるため、20世紀フォックスのロゴは表示されない（『エピソード4』を除く）。それまでの映像ソフトには未収録のボーナス映像も収録されている。
その後、シークエル・トリロジーやアンソロジー・シリーズの作品がソフト化される際は、デジタル配信も同時に行われるようになった。また、『クローン・ウォーズ』『反乱者たち』などのアニメーションも配信されている。